# Maggie Wheeler
Margaret Emily Wheeler (ook bekend als Maggie Jakobson) (New York, 7 augustus 1961) is een Amerikaanse actrice.
Ze is vooral bekend als Janice Litman-Goralnick, personage uit de populaire televisieserie Friends. Wat later had ze ook een af en toe terugkerende rol als Linda in Everybody Loves Raymond en eerder was ze al als stem bekend van de animatieserie Silverhawks en als ‘’Odile’’ in ‘Barbie of Swan Lake’. Verder had ze gastrollen in televisieseries als Suddenly Susan en Ellen. In 1998 had ze een rol in de film The Parent Trap. Verder maakte ze ook een gastrol in de disney serie Shake It Up. Ze heeft ook stemrollen gedaan in een van de Barbie films. 
- Library of Congress Control Number: no2012156175
- Virtual International Authority File: 293039929
- WorldCat: E39PBJbRmt84fYJDjMKGFdxJjC